# Matthew Cradock
Pour les articles homonymes, voir Cradock (homonymie).
Matthew Cradock ( - 27 mai 1641) est un homme politique et gouverneur colonial anglais.

## Biographie
Il est gouverneur de la Colonie de la baie du Massachusetts de 1628 à 1629.
Il est membre du Parlement d'Angleterre de 1640 à 1641.

## Sources
- (en) Cet article est partiellement ou en totalité issu de l’article de Wikipédia en anglais intitulé « Matthew Cradock » (voir la liste des auteurs).